# 지수회
지수회(일본어: 志帥会 시스이카이[*])는 일본 자유민주당의 파벌이다. 전직 회장 니카이 도시히로의 이름을 따서 니카이파라고도 한다.

## 역사

### 무라카미·가메이파

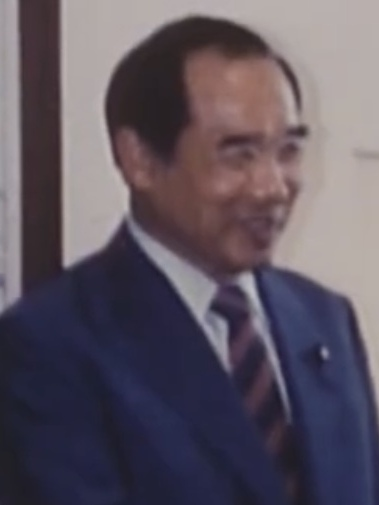
무라카미 마사쿠니.

1998년 11월 30일 야마사키 다쿠가 이끄는 중견·소장파 의원들이 이탈하여 근미래정치연구회를 결성하면서 정책과학연구소는 소규모 파벌이 되었다. 12월 무라카미 마사쿠니를 새 회장으로 선임하여 무라카미파가 되었지만 파벌의 약체화는 피할 수 없었다. 이에 파벌의 실질적인 오너 나카소네 야스히로와 무라카미는 세이와 정책연구회를 이탈했던 가메이 시즈카가 이끄는 그룹과의 통합을 추진했다. 그리고 1999년 3월 18일 지수회가 탄생했다. 파벌의 이름은 중국의 고전 《맹자》에 나오는 문구인 부지기지수야 기체지충야(夫志氣之帥也 氣體之充也; 뜻은 기운을 부리는 장수이고 기운은 몸을 채우고 있는 것이다)의 앞부분에서 따온 것이다.
야마사키 그룹이 이탈할 때 참의원 간사장으로 있던 무라카미의 노력으로 참의원에서의 이탈자는 거의 없었다. 하지만 중의원에서의 이탈자 대다수가 중견·소장파였기에 남아 있던 소속 중의원 의원은 원로들이 많았다. 반면 가메이 그룹은 소속 중의원 의원의 대다수가 3선 이하의 소장파 의원들이었다. 이것이 균형을 이루었기에 두 파벌의 통합은 대등하게 추진될 수 있었고 그 결과 소속 의원 60명이 넘는 대파벌로 급성장했다.
초대 회장은 무라카미가 맡았으며 가메이는 회장 대행이 되었다.

### 에토·가메이파

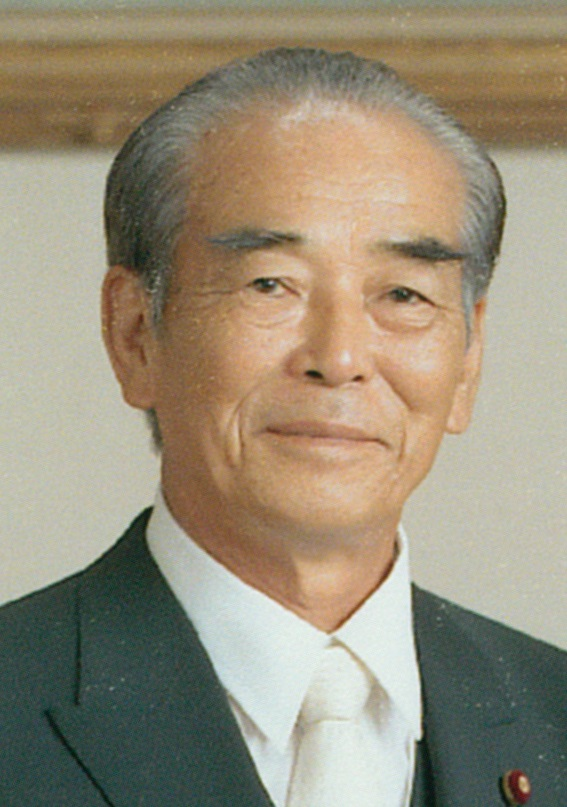
에토 다카미.

1999년 7월 무라카미가 자민당 참의원 의원회장으로 선출되면서 관례에 따라 파벌을 이탈했다. 후임 회장으로 가메이의 이름이 오르내렸지만 와타나베파 출신인 야마나카 사다노리·나카야마 마사아키 등의 중진들이 반대했다. 노장파를 통제할 만한 힘이 없던 가메이는 에토 다카미에게 회장직을 권했지만 에토는 "나는 돈이 없다. 그러니 받아들일 수 없다"라며 거절했다. 하지만 가메이의 끈질긴 설득 끝에 에토는 회장직을 받아들였다. 에토가 회장에 취임한 뒤에도 가메이는 회장 대행직을 유지하며 파벌의 실무를 계속 담당했다.
2000년 6월 25일 총선에서 사쿠라우치 요시오·하라 겐자부로 등이 은퇴하고 전 통상산업상 요사노 가오루·정무조사회장 대리 사쿠라이 신 등 중진들과 나카오 에이이치·기베 요시아키·사토 고고·마쓰나가 히카루·시마무라 요시노부 등이 잇따라 낙선했다. 합쳐서 11명이나 낙선했는데 정조회장으로 있던 가메이는 "숫자보다 실속이 더 아프다"라며 슬퍼했다. 총선 후에도 제2차 모리 내각이 발족했을 때 가메이는 정조회장직을 유지했으며 다니 요이치가 농림수산상으로, 히라누마 다케오가 통상산업상으로 입각했다. 2001년 총재 선거 때 가메이가 입후보했지만 고이즈미 준이치로에게 패했다.
지수회는 결성 당초부터 당내에서도 수구파로 분류되었는데 고이즈미가 집권한 뒤 추진하는 각종 개혁에 반대하면서 고이즈미에 의해 이른바 저항 세력의 대표격으로 낙인되었다. 그리고 가메이는 고이즈미가 추진하는 성역 없는 구조 개혁을 비판하는 선봉장이 되었다.

### 가메이파

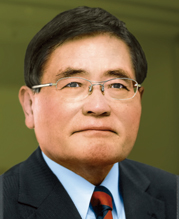
가메이 시즈카.

2003년 총선을 앞두고 에토가 정계를 은퇴하면서 회장직이 다시 공석이 되었다가 10월 10일 회장 대행으로 있던 가메이가 정식으로 3대 회장에 취임했다. 총선을 위한 공천 단계에서 고이즈미가 지수회 최고 고문으로 있던 나카소네에게 불출마를 종용했고 결국 나카소네는 정계를 은퇴했다.
고이즈미는 오랫동안 일본의 우정민영화를 주장했는데 가메이·나카소네 히로후미 등은 이에 격렬히 반발했다. 하지만 파벌 내에선 민영화에 찬성하는 목소리도 있었고 미즈노 겐이치 등은 실제로 파벌을 이탈하기까지 했다. 가메이가 민영화 반대에 대해 강경하게 목소리를 낼수록 파벌에서 이탈하겠다는 의원도 늘었지만 가메이는 지수회에 잔류하면 선거에 불리할 테니 이탈해도 좋다면서 이들을 말리지 않았다.
우정민영화 법안은 2005년 7월 5일 중의원에서 불과 5표 차이로 통과했다. 이때 가메이와 함께 전 중의원 의장 와타누키 다미스케·전 총무회장 호리우치 미쓰오·전 우정상 노다 세이코 등은 반대표를 던졌다. 하지만 8월 8일 법안이 참의원에서 부결되자 고이즈미는 기다렸다는 듯 중의원을 해산했다. 해산 직후 가메이는 파벌 회장직에서 물러난 뒤 자민당을 탈당했으며 와타누키·전 국토청 장관 가메이 히사오키 등과 함께 국민신당을 결성했다. 한편 지수회 소속이던 농림수산상 시마무라 요시노부는 중의원 해산에 반대해 사임의 뜻을 밝혔으나 고이즈미는 이를 수리하지 않고 파면해 버렸다.
가메이가 회장직에서 물러난 뒤 전 경제산업상 히라누마 다케오가 잠시 회장직에 취임했다. 하지만 히라누마도 가메이와 마찬가지로 우정민영화 법안에 반대했기에 공천을 받지 못했고 총선에 무소속으로 출마하게 되면서 회장직에서 물러났다. 이후 한동안 지수회의 회장직은 공석으로 남았다.

### 이부키파

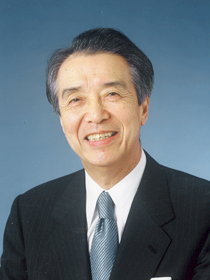
이부키 분메이.

2005년 9월 15일 우정민영화 법안에 찬성했던 이부키 분메이가 차기 회장으로 내정되었지만 파벌 내에서 반대하는 움직임이 있었다. 그 여파로 12월 14일이 되어서야 이부키는 정식으로 파벌 회장이 되었다. 이때 시마무라가 명예회장이 되었다. 이부키는 지수회의 반고이즈미 세력이란 이미지를 불식하기 위해 파벌 명칭을 바꾸고자 했지만 내부의 반발로 무산됐다.
2007년 3월 15일 시마무라가 파벌을 이탈했다. 이는 가메이가 파벌을 떠난 뒤 시마무라와 이부키 사이에서 파벌의 주도권을 놓고 대립이 있었으며 우정민영화에 반대했던 시마무라와 찬성했던 니시카와 쿄코·가기타 주베에 사이에서 갈등이 있었기 때문이었다.
9월에 진행된 총재 선거 때 지수회는 신재정연구회·세이와 정책연구회와 제휴하여 지공회를 제외한 8개 파벌이 합심해 후쿠다 야스오를 지지하기로 했다. 이는 지공회의 회장이던 아소 다로가 총리대신이 되는 걸 막기 위함이었는데 이를 아소 포위망이라 한다. 그런데 아소의 총재 후보 추천인 중 지수회 출신이 5명이나 나왔고 전체 의원 28명 중에서 20명이 아소 지지를 명확히 했다.
24일 총재 선거에서 승리한 후쿠다는 이부키를 자유민주당 간사장에 임명했다. 지수회 출신 간사장은 파벌 창립 이래 처음이었으며 정책과학연구소 시절을 포함해도 이부키가 세 번째였다. 간사장이 된 이부키는 형식적으로 파벌을 이탈했고 나카가와 쇼이치가 회장 대행이 되었다.
2008년 8월 후쿠다 야스오 내각 (개조)이 출범하자 재무상이 되었지만 다음 달에 후쿠다가 총리대신직에서 물러났다. 이후 진행된 총재 선거에서 지수회는 간사장이던 아소의 지지를 선언했다. 아소의 맹우였던 나카가와가 일찌감치 아소 지지를 표명했으며 9월 4일 파벌 간부 회의에도 그 뜻이 전달됐다. 아소 내각이 발족한 뒤 가와무라 다케오가 내각관방장관이 되었고 이부키를 대신해 나카가와가 재무상이 되었다.
2009년 총선 때 이부키는 교토부 제1구에서 낙선했다가 비례대표로 부활했다. 차기 회장으로 점쳐지던 나카가와와 그 측근들은 대부분이 낙선했다. 선거 직후 이토 요시타카가 지수회에 가입했다.
이 총선에서 자민당은 창당 이래 처음으로 원내 제1당의 지위를 잃었고 그와 함께 당내 파벌들도 세력이 크게 위축됐다. 자민당의 파벌이던 새로운 물결은 니카이 도시히로만이 당선됐었는데 지수회는 새로운 물결과의 합병을 추진했고 11월 5일 니카이와 새로운 물결 소속 참의원 의원이던 이즈미 신야·쓰루호 요스케가 지수회에 가입했다. 2010년 1월 후루야 게이지가 파벌을 이탈했으며 2010년 참의원 선거에 이즈미가 불출마한 뒤 정계를 은퇴했다. 2009년 총선에서 낙선했다가 2010년 참의원 선거에서 당선된 가타야마 사쓰키가 선거 직후 가입했으며 8월에는 나카소네 히로후미가 자민당 참의원 의원회장 선거 출마를 위해 잠시 파벌을 이탈했다.
2011년 5월 12일 무소속 중의원 의원 나카무라 기시로가 지수회에 특별회원으로 가입했다. 이후에도 나카무라는 자민당이 입당하지 않다가 2020년 9월 입헌민주당에 가입했다.

### 니카이파

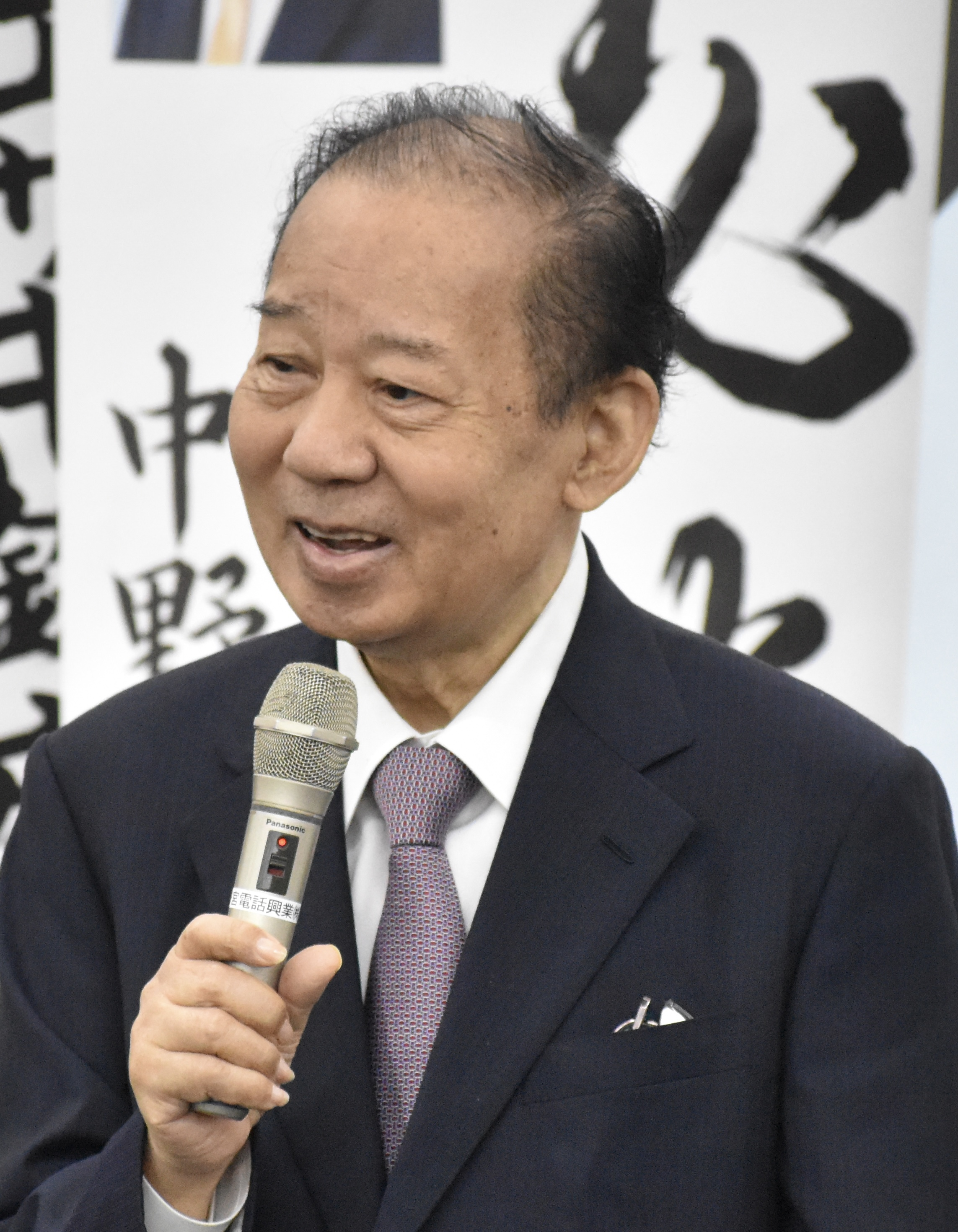
니카이 도시히로.

2012년 12월 26일 아베 신조가 두 번째 총리대신 임기를 시작했다. 같은 날 중의원 의장으로 선출된 이부키는 관례에 따라 파벌을 이탈했고 다음 날 니카이 도시히로가 파벌 회장이 되면서 지수회는 니카이파로 변모했다. 파벌 사무총장으로 있던 가와무라도 당 선거대책위원장이 되면서 잠시 파벌을 이탈했고 후임으로는 니시카와 고야가 취임했다.
2014년 9월 니카이가 당 총무회장에 선임되면서 관례대로 파벌을 이탈했다. 공석이 된 파벌 회장을 대신해 선대위원장직에서 물러난 가와무라가 회장 대행이 되었지만 대외적으론 여전히 니카이파로 남아 있었다. 12월 이부키가 중의원 의장을 퇴임한 뒤 파벌에 복귀했다. 2015년 근미래정치연구회와의 합병안이 제기되었으나 실현되지는 못했다.
니카이는 고이즈미의 우정민영화에 반대하다가 자민당을 탈당한 뒤 복당한 의원들이나 다른 정당 출신 의원들을 적극적으로 지수회에 영입했다. 전자의 예로는 나가사키 고타로·고이즈미 류지가 있으며 후자의 예로는 민주당 출신 야마구치 쓰요시·히라노 다쓰오, 모두의 당 출신 아사오 게이이치로가 있다. 주로 무소속 의원을 특별회원으로 받아들였다가 자민당에 입당하면 정식 회원으로 전환하는 방법을 사용했다. 한편 우정민영화 법안에 반대했다가 제명된 와타누키의 복당도 지수회가 적극적으로 나서 실현시켰다.
2016년 8월 3일 제3차 아베 신조 내각 (제2차 개조)이 발족했는데 전년도 11월 지수회에 가입한 이마무라 마사히로가 부흥상으로 입각했고 니카이는 간사장에 취임했다. 이후 니카이는 자민당 총재 임기는 연속 2기 6년을 연속 3기 9년으로 연장하는 당칙 개정을 주도했다.
2017년 4월 25일 이마무라는 동일본 대진재를 두고 도호쿠 지방이라 다행이지 수도권에 더 가까웠으면 막대한 피해가 있었을 거라고 발언했다. 아베는 이를 심각하게 받아들여 즉시 경질했다.
2018년 10월 2일 제4차 아베 신조 내각 (제1차 개조)이 발족하고 요시카와 다카모리와 사쿠라다 요시타카가 농림수산상과 올림픽상으로 입각했다. 이 둘은 원래 헤이세이 연구회 출신인데 다른 파벌 출신의 입각을 지지하는 수완을 보인 셈이었다.
2019년 1월 31일 환경상을 지낸 민주당과 희망의 당 출신 호소노 고시가 무소속 의원인 채 지수회에 특별회원으로 가입했다. 자민당 입당은 유보됐다가 2021년 총선이 끝나고 5일이 지난 11월 5일에 입당했다. 같은 해에 있었던 2019년 참의원 선거가 끝난 뒤에는 민주당 출신 구마다 아쓰시·민진당 출신 오다치 모토유키를 지원했지만 둘 다 낙선했다. 9월 5일 와시오 에이이치로가 지수회에 가입했으며 비슷한 시기에 무소속 의원 사쿠라우치 후미키도 가입했다. 2020년 7월에는 나가시마 아키히사가 지수회에 가입했다.
지수회는 당내 공천 싸움도 피하지 않을 정도로 세력 확산에 적극적인데 이는 다른 파벌의 반발을 불러일으켰다. 하지만 니카이는 "자민당이 겸허하게 받아들일 아량을 가져야 한다", "동료가 한 데 모여야 큰 힘이 된다. 그것이 정치다. 계파 정치가 어디가 나쁜가"라며 견제했다.
2020년 8월 28일 아베가 총리대신직에서 물러날 의향을 표하면서 9월 14일 총재 선거를 치르게 됐다. 니카이는 내각관방장관 스가 요시히데를 강력히 지지하면서 세이와 정책연구회·지공회·헤이세이 연구회 등 주요 파벌 3개가 스가를 지지하도록 계기를 마련했다. 스가 내각이 출범하는 데 니카이의 공헌이 컸기에 각료와 당직 인사에서 지수회 소속 의원들이 중용되자 이번에도 다른 파벌의 반발을 샀다.
1년이 지난 2021년 9월 29일 진행된 총재 선거 때 지수회는 스가의 재선을 지지했다. 당선이 유력시되던 기시다 후미오가 당직의 임기 제한을 공약으로 내걸었는데 이것이 5년 넘게 간사장직을 차지하고 있던 니카이를 견제하는 것으로 받아들여졌기 때문이었다. 스가도 질세라 당직 인사를 단행해 니카이를 간사장직에서 물러나게 하려 했으나 결국 당직 인사를 단행하지 못했고 총재 선거에도 출마를 번복했다. 니카이는 기시다에 대한 불쾌감을 숨기지 않았고 회장 대행 가와무라는 스가가 니카이를 간사장에서 물러나게 하려 한 것이 스스로 무덤을 판 행위라고 말했다. 지수회는 총재 선거에서 특정 후보를 지지하지 않기로 했으며 기시다를 제외한 다른 후보를 자유롭게 지지하도록 했다. 니카이는 지지 후보를 명확히 하지 않았으며 가와무라와 나카소네는 다카이치 사나에를 지지했다. 하지만 기시다가 당선됐고 지수회는 당4역을 한 명도 배출하지 못한 채 비주류파로 전락했다. 하지만 야마구치가 환경상으로, 고바야시 다카유키가 경제보안상으로 입각했다.
다음 달에 진행된 총선에서는 정계를 은퇴하거나 낙선하는 사람이 줄을 이어 소속 의원 수가 총선 직전 47명에서 총선 직후 37명이 되었다. 이후 정치 신인을 적극적으로 끌어들여 11월 말에 40명까지 회복했다. 11월 5일 호소노의 자민당 입당이 허용돼 특별회원에서 정회원이 되었고 무소속 의원 미타조노 사토시가 2022년 3월 10일 특별회원으로 지수회에 가입했다.
2022년 4월 전 지방창생상 가타야마와 전 오키나와·북방상 에토 세이이치가 지수회를 이탈했고 2023년 2월과 6월에도 이즈미다 히로히코·나카가와 유코가 지수회를 떠났다.
11월 25일 총무성이 2021년 정치자금수지보고서를 공표했는데 당내 제4파벌임에도 불구하고 3년 연속 정치자금 수입이 다른 파벌보다 많았다.
2023년 10월 고베 가쿠인 대학 교수 가미와키 히로시는 자민당 5대 파벌이 2018년~2021년 정치자금수지보고서에 총 4,168만 엔을 과소 기재했음을 이유로 도쿄지방검찰청에 고발장을 제출했다. 파벌별로 기재가 누락된 금액은 청화회가 1,952만 엔, 지수회가 974만 엔, 경세회가 620만 엔, 지공회가 410만 회, 굉지회가 212만 엔이라고 주장했다. 이 사실은 도쿄지검 특수부가 자민당 5대 파벌의 담당자를 불러 임의 조사한 사실과 함께 11월 18일 NHK 보도를 통해 알려졌다.
11월 22일 사쿠라다가 파벌 이탈의 뜻을 밝혔는데 이는 파벌이 요구한 정치 자금 파티권 300장 판매를 달성하기 어렵기 때문이라고 말했다. 파벌 이탈 신청은 12월 8일 수리됐다.
12월 1일 《아사히 신문》이 청화회에서 소속 의원들이 기준 판매량을 초과한 몫을 비자금으로 조성했으며 이것이 조직적으로 운영되어 왔다는 의혹을 보도됐다. 3일에는 지수회도 똑같은 의혹이 보도됐다. 정치자금수지보고서에 기재되지 않고 보조금으로 활용된 액수는 청화회와 지수회 모두 1억 엔을 넘는 규모였다.(청화회는 나중에 5억 엔을 상회했다고 수정됐다.) 지수회의 정치자금수지보고서에 기재된 내용은 다음과 같다.
| 날짜            | 파티명                                        | 장소                | 수입                 | 매입자 수 | 출처 |
| --------------- | --------------------------------------------- | ------------------- | -------------------- | --------- | ---- |
| 2018년 4월 23일 | 강하고 부드럽게 함께 살아가자                 | 호텔 뉴 오타니 도쿄 | 2억 1,744만 7,555엔  | 8,371명   | [47] |
| 2019년 5월 9일  | 새로운 시대로 나아가자 「강인한 나라 만들기」 | 호텔 뉴 오타니 도쿄 | 2억 4,940만 엔       | 9,976명   | [48] |
| 2020년 10월 7일 | 원팀으로 시대를 앞서가자 ~ 빛나라 일본!       | 호텔 뉴 오타니 도쿄 | 2억 2,767만 엔       | 9,106명   | [49] |
| 2021년 9월 24일 | 새로운 시대의 국가 전략                       | 호텔 뉴 오타니 도쿄 | 2억 7,802만 7,583엔  | 11,121명  | [50] |
| 2022년 5월 16일 | 지수회와 동지의 결집                          | 호텔 뉴 오타니 도쿄 | 1억 8,845만 1,308엔  | 7,538명   | [51] |
| (합계)          |                                               |                     | 11억 6,099만 6,446엔 |           |      |
12월 14일 기시다는 청화회 소속 국무대신 4명, 부대신 5명, 정무관 1명을 경질했다. 19일 도쿄지검 특수부가 청화회 및 지수회의 사무소를 강제 수사했다. 지수회 소속 국무대신이던 고이즈미 류지와 지미 하나코의 거취도 주목받았는데 기시다는 이 둘에게 자리를 지켜줄 것은 요쳥했다. 20일 고이즈미와 법무대신정무관 나카노 히데유키가 파벌 탈퇴의 뜻을 밝혔고 곧 수리됐다. 22일 지미도 탈퇴하겠다고 했지만 반려됐다. 니카이는 "대신이 되고 싶을 땐 멍멍 하더니. 예의를 모른다"라며 지미에 대한 분노를 숨기지 않았다.
2024년 1월 6일 도쿄지검 특수부가 니카이와 전 사무총장 히라사와 가쓰에이를 임의 조사했다고 보도됐다. 11일 파벌에 보고되지 않고 의원들이 만든 비자금의 규모가 2018년~2022년 동안 1억 엔을 넘는다는 사실이 확인됐다. 뇌물로 받은 금액을 합산하면 2억 엔을 상회할 것이란 보도도 나왔다.
19일 지수회는 긴급 의원 총회를 열었다. 이 자리에서 니카이는 "파벌을 해산하길 원한다"라고 표명했고 이 안건은 곧 통과됐다. 총회가 끝난 뒤 니카이는 기자회견을 열어 "정치에 대한 신뢰를 되찾기 위해 지수회를 해산한다는 결론에 도달했다. 방금 전 소속 의원들의 양해를 구했다"라고 말했다. 같은 날 파벌의 회계 책임자가 직근 5년 동안 정치자금수지보고서에 2억 6,400만 엔의 수입을 기재하지 않은 것이 「정치자금규정법」 위반에 해당한다고 하여 검찰에 의해 기소됐다.

## 역대 회장
| 대수 | 이름              | 파벌 호칭         | 임기          |
| ---- | ----------------- | ----------------- | ------------- |
| 초대 | 무라카미 마사쿠니 | 무라카미·가메이파 | 1999년        |
| 2대  | 에토 다카미       | 에토·가메이파     | 1999년~2003년 |
| 3대  | 가메이 시즈카     | 가메이파          | 2003년~2005년 |
| -    | 히라누마 다케오   | 가메이파          | 2005년        |
| -    | (공석)※1          | 가메이파          | 2005년        |
| 4대  | 이부키 분메이     | 이부키파          | 2005년~2007년 |
| -    | (공석)※2          | 이부키파          | 2007년~2008년 |
| 4대  | 이부키 분메이     | 이부키파          | 2008년~2012년 |
| 5대  | 니카이 도시히로   | 니카이파          | 2012년~2014년 |
| -    | (공석)※3          | 니카이파          | 2014년~2021년 |
| 5대  | 니카이 도시히로   | 니카이파          | 2021년~       |

※1 히라누마의 회장 사임 후의 혼란 기간
※2 이부키가 간사장에 취임하면서 회장직을 공석으로 둠
※3 니카이가 총무회장·간사장에 취임하면서 회장직을 공석으로 둠

## 같이 보기
- 자유민주당의 파벌
- 보수방류
- 근미래정치연구회